# سفارة كوريا الجنوبية في أوكرانيا
سفارة كوريا الجنوبية في أوكرانيا هي أرفع تمثيل دبلوماسي لدولة كوريا الجنوبية لدى أوكرانيا. تقع السفارة في كييف وهي تهدف لتعزيز المصالح الكورية جنوبية في أوكرانيا.

## وصلات خارجية
- الموقع الرسمي
- قائمة سفارات كوريا الجنوبية
- قائمة السفارات في أوكرانيا